# Arquidiocese da Cantuária
A Arquidiocese da Cantuária (em latim: Archidioecesis Cantuariensis) é uma sé suprimida da Igreja Católica Romana na Inglaterra, que mais tarde se tornou uma das duas principais sés da Igreja Anglicana.

## Território
A arquidiocese incluía a parte oriental do condado de Kent, enquanto a parte ocidental pertencia à diocese de Rochester.
A sé arquiepiscopal foi a cidade de Cantuária, onde está localizada a catedral dedicada a Nosso Senhor Jesus Cristo.
A arquidiocese incluía apenas um arquidiaconato. Em 1291 o território era composto por 243 paróquias espalhadas por 11 reitorias rurais: Bridge, Cantuária, Charing, Dover, Elham, Lympne, Ospringe, Sandwich, Sittingbourne, Sutton e Westbere. 
Alguns territórios, chamados peculiares, que se localizavam em outras dioceses, mas que estavam isentos da jurisdição dos bispos locais e dependiam diretamente dos arcebispos de Cantuária, também pertenciam à arquidiocese. Entre estes estavam o decanato de Shoreham na diocese de Rochester, os decanatos de Pagham, Tarring e Southmalling na diocese de Chichester, o decanato de Risborough na diocese de Lincoln, e outros decanatos divididos entre as dioceses de Londres, Winchester e Norwich. 
Entre as abadias mais importantes da região estão a de Santo Agostinho em Cantuária, as abadias beneditinas de Faversham e Folkestone, o priorado cluníaco dos monges Horton e a abadia cisterciense de Boxley.

### Província Eclesiástica
No século XVI, na época da ruptura da comunhão com Roma, a província eclesiástica de Cantuária era composta por 20 dioceses sufragâneas: Bangor, Bath e Wells, Bristol, Chichester, Coventry e Lichfield, Ely, Exeter, Gloucester, Hereford, Llandaff, Lincoln, Londres, Norwich, Peterborough, Rochester, St Asaph, St David's, Salisbury, Worcester e Winchester.

## História

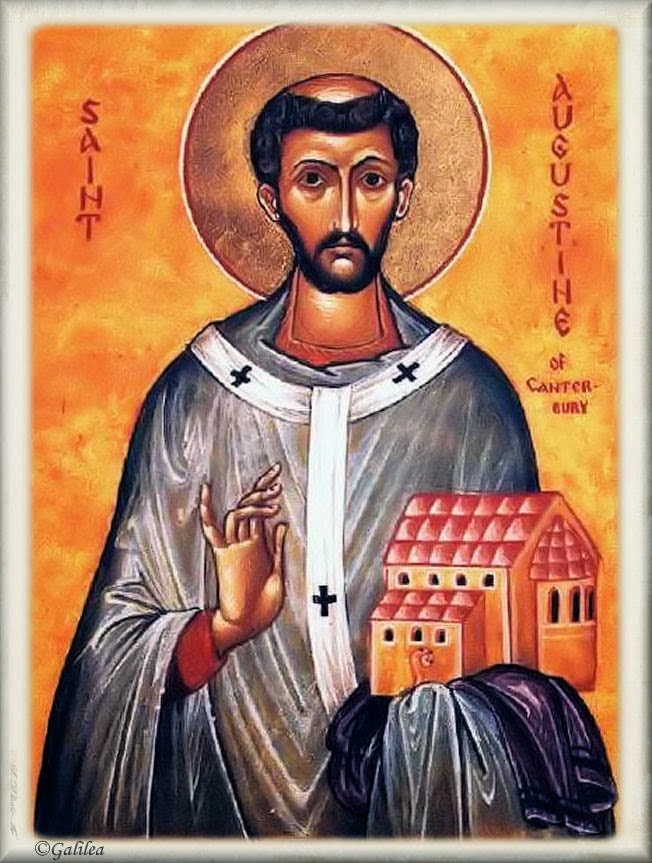
Agostinho da Cantuária

A chegada dos anglos, saxões e jutos após meados do século V pôs fim às estruturas cristãs existentes na Bretanha romana. Foi o Papa Gregório Magno, no final do século VI, quem se encarregou de evangelizar os novos povos, ainda pagãos, enviando um grupo de missionários do mosteiro que fundou de Sant'Andrea no Monte Celio, liderados pelo monge Agostinho. Partindo de Roma na primavera de 596, os missionários desembarcaram nas costas da Ilha de Thanet durante a primavera do ano seguinte.
Thanet pertencia ao reino de Kent e, segundo informações recolhidas pelo Papa Gregório, havia boas possibilidades de uma ação missionária eficaz na corte de Cantuária. Na verdade, o rei Etelberto casou-se com a cristã Berta, filha do rei franco Cariberto I de Paris; com Berta, o bispo Liutardo chegou à corte de Kent e, para responder às necessidades espirituais da rainha, adaptou alguns restos da Cantuária Romana (a igreja de São Martinho de Tours) em igreja. As expectativas do Papa Gregório não foram frustradas e na Páscoa de 601 o rei Etelberto foi batizado: foi o primeiro monarca anglo-saxão a se converter ao Cristianismo.

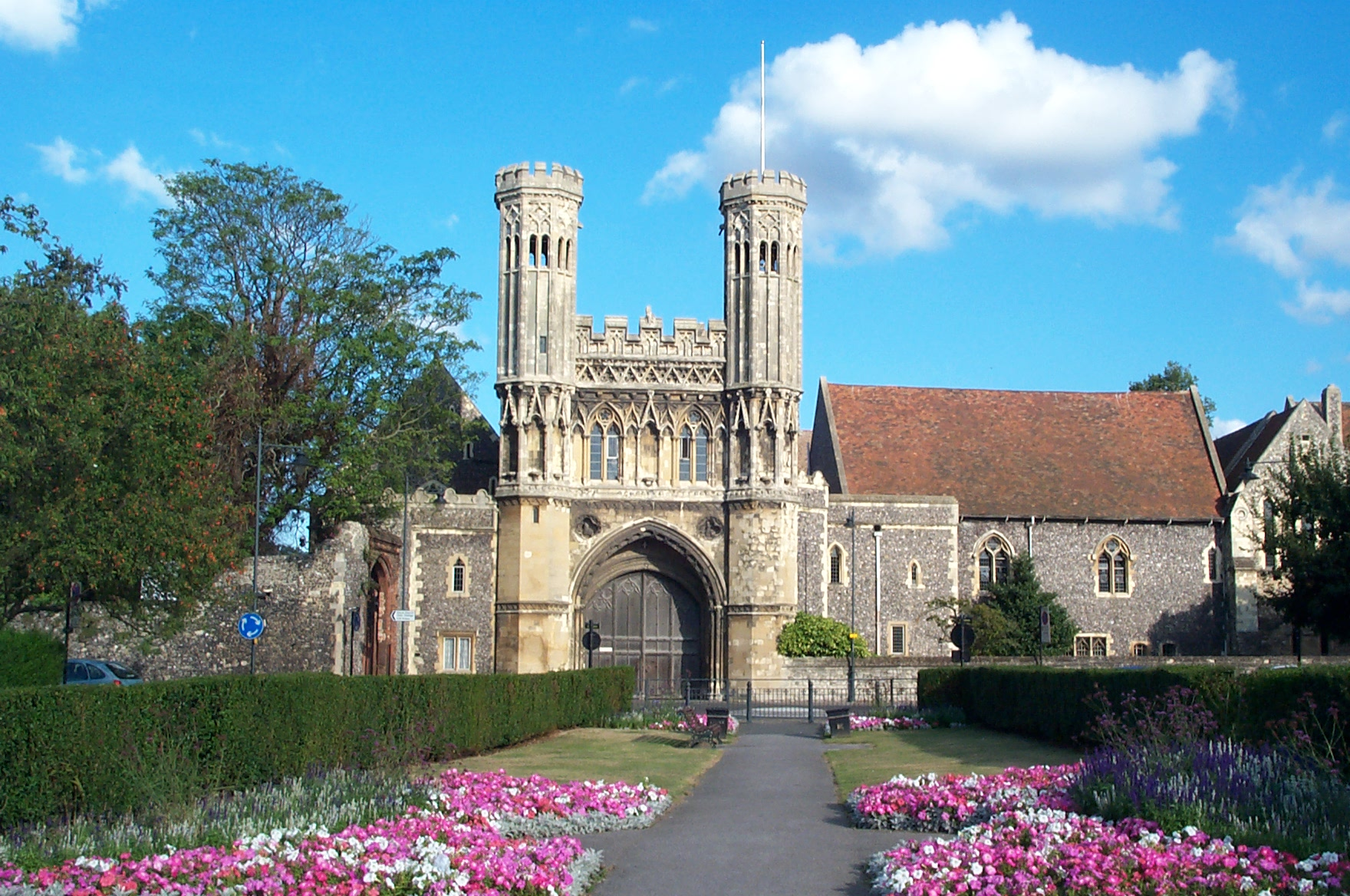
As ruínas da Abadia de Santo Agostinho em Cantuária.

Agostinho, que em sua viagem à Inglaterra havia sido consagrado bispo na Gália, estabeleceu a sé episcopal de Cantuária (602); com a ajuda do rei iniciou a construção da catedral dedicada a Cristo Salvador e fundou um mosteiro perto da igreja de São Martinho cuja igreja, dedicada a São Pedro, deveria abrigar os túmulos dos bispos e da corte real de Cantuária.
Na opinião do Papa Gregório, a antiga Bretanha romana seria dividida em duas sés metropolitanas, Londres e Iorque, que eram as antigas capitais das duas províncias romanas. Por esta razão, em 601 o bispo Agostinho recebeu o pálio com a incumbência de colocar a sua sé em Londres (antiga Londinium). Mas em Roma ninguém sabia exatamente a situação política da região: Londres pertencia de fato a outro reino, o de Essex, cujo rei ainda era pagão. O projeto inicial era, portanto, inviável: a sé de Cantuária viu-se assim assumindo uma preeminência entre as nascentes dioceses anglo-saxãs, e esta preeminência foi sancionada em 624 pelo Papa Bonifácio V com o envio do pálio ao bispo Justo de Cantuária.
Com a morte de Agostinho (604 ou 605) ocorreram alguns episódios, até sangrentos, de regresso ao paganismo, mas no reino de Kent o Cristianismo já tinha lançado bases sólidas, sobretudo graças aos primeiros sucessores de Agostinho, todos venerados hoje. como santos tanto por católicos quanto por anglicanos. Entre estes, destaca-se a figura de Teodoro, um grego de Tarso, que o Papa Vitaliano escolheu em vez do candidato proposto pelo rei de Kent, falecido assim que chegou a Roma para a consagração. Durante o seu longo episcopado (669-690), Teodoro foi o primeiro bispo de Cantuária a ser reconhecido por toda a Igreja inglesa. Trabalhou para dar forma às dioceses anglo-saxônicas, que com sua morte chegavam a 13. Fundou a importante Escola da Cantuária, onde se formaram as personalidades mais importantes do mundo cultural inglês da época, entre as quais as figuras de Aldelmo de Malmesbury, Beda o Venerável e Alcuíno. "Sob a liderança de Teodoro, a Inglaterra tornou-se uma unidade eclesiástica muito antes de se tornar uma unidade política. A Igreja inglesa reunia-se em sínodos provinciais, que eram ao mesmo tempo também nacionais”.
Somente em 735 o projeto do Papa Gregório, o Grande, foi concretizado, com o estabelecimento da segunda província eclesiástica anglo-saxônica, a de Iorque, que afastou de Cantuária as sés de Nortúmbria, Lindisfarne, Hexham e Whithorn.
No final do século VIII, os poderosos reis da Mércia trabalharam para tirar a supremacia de Cantuária sobre a jovem Igreja inglesa. Em 788 o rei Ofa estabeleceu a diocese de Lichfield como província eclesiástica, mas este projeto teve curta existência (até 802). Seu sucessor, Cenulfo, tentou transferir a sé metropolitana do sul da Inglaterra de Cantuária para Londres, apelando à ideia inicial do Papa Gregório. Este projeto também fracassou: de fato “a tradição da sé de Agostinho e Teodoro de Tarso já estava bem enraizada e poderosa”.
A partir de 834-835, começaram as invasões dos vikings dinamarqueses, ainda pagãos, que devastaram o centro-norte da Inglaterra,  chegando ao ponto de estabelecer um reino autônomo (Danelaw). Graças às façanhas militares dos reis de Wessex-Sussex-Kent, Alfredo, o Grande, e de seu filho Eduardo, a aniquilação total dos reinos anglo-saxões e com eles da Igreja cristã pôde ser evitada. Com o sobrinho de Alfredo, Etelstano ( 925-939 ), o trabalho de reconquista e unificação dos antigos reinos anglo-saxões foi concluído.
O trabalho de reconstituição político-militar da Inglaterra foi acompanhado por um trabalho semelhante de reconstituição e reforma da vida eclesiástica e religiosa. Neste projeto destacam-se três figuras notáveis, três monges beneditinos, posteriormente canonizados, colocados à frente das mais importantes dioceses inglesas: Osvaldo de Iorque, Ethelwold de Winchester e Dunstano da Cantuária (959-988). O trabalho conjunto dos três bispos conduziu à reforma dos mosteiros ingleses, no modelo daquele que funcionava então na Lorena e nas abadias de Cluny e Fleury, e à preeminência do elemento monástico nas dioceses. Dunstano opôs-se ao casamento de padres, trabalhou por uma melhor formação dos padres, fortaleceu o elemento monástico dentro do episcopado inglês, compôs um ordo para a coroação de reis usado durante muito tempo nas cortes inglesas: neste trabalho foi apoiado por apropriados legislação implementada pelo rei Edgar, que regulamentou a vida eclesiástica e religiosa até ao último detalhe.
A sé de Cantuária viveu um momento de crise nos turbulentos anos do último rei anglo-saxão, Eduardo, o Confessor ( 1042-1066 ), que, para conciliar o partido pró-normando, promoveu o francês Roberto ao assento primacial inglês. Isto provocou a reação dos adversários, que expulsaram Roberto e o substituíram pelo inglês Estigando de Winchester, que conseguiu obter o pálio do antipapa Bento XVI.
Os acontecimentos políticos subsequentes, que levaram à conquista normanda e à ascensão ao trono de Guilherme, o Conquistador (1066), favoreceram a introdução da reforma gregoriana no reino anglo-normando.

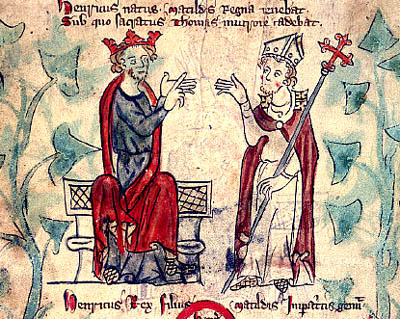
São Tomás Becket e Henrique II.

O século XII é caracterizado pelos acontecimentos ligados ao rei Henrique II e ao arcebispo Thomas Becket, pelos seus duros embates, o primeiro em defesa do absolutismo político, o segundo em defesa da autonomia e dos privilégios da Igreja inglesa, que determinaram o assassinato de Becket na Catedral da Cantuária em 29 de dezembro de 1170.

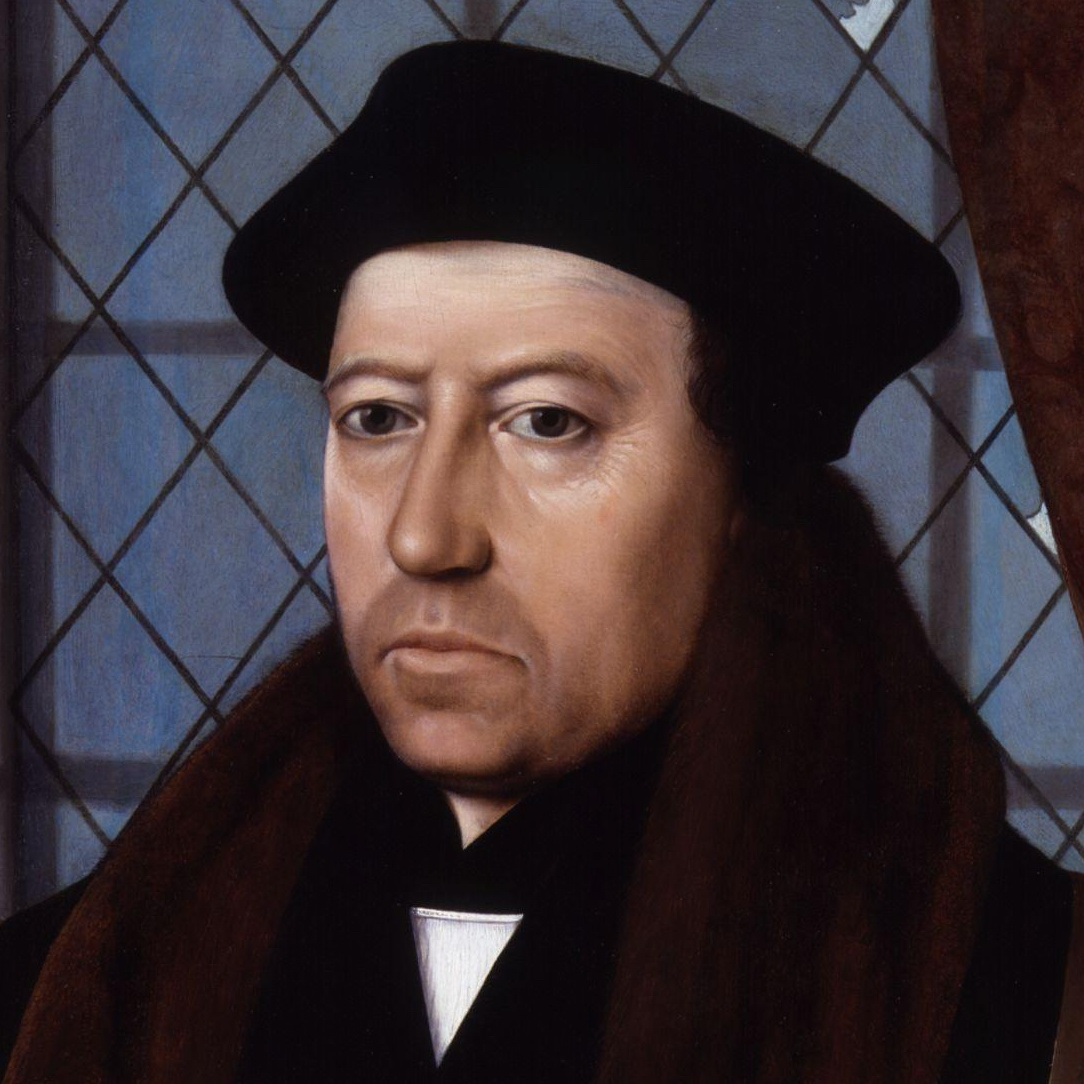
Thomas Cranmer.

Nos anos difíceis e turbulentos de Henrique VIII e no advento progressivo do anglicanismo, os arcebispos de Cantuária tomaram partido a favor de um lado ou de outro. Entre estes, destacou-se particularmente Thomas Cranmer, eleito arcebispo em 21 de fevereiro de 1533: homem erudito e legado do rei na Alemanha, tinha simpatias pelas ideias luteranas; casara-se secretamente na Alemanha com a sobrinha do reformador de Nuremberga, Andrea Osiander; nomeado arcebispo primaz da Inglaterra, foi ele quem pronunciou a declaração de nulidade do casamento de Henrique com Catarina de Aragão. Quando Henrique VIII publicou os Seis artigos (também chamados de The bloody bill, agosto de 1539), de natureza claramente católica, Thomas Cranmer teve que desistir definitivamente da tentativa de aproximar a Igreja inglesa do luteranismo, e após a morte de Cromwell na fogueira ele mandou sua esposa de volta para a Alemanha.
Após a morte de Henrique VIII (1547) e de seu sucessor Eduardo VI (1553), subiu ao trono Maria I, filha do primeiro leito de Henrique VIII. Com ela houve uma tentativa de restauração do catolicismo, realizada com uma rigorosa política de perseguição, que fez com que mais de 250 pessoas fossem condenadas à fogueira, incluindo o arcebispo Thomas Cranmer (1556). Na sua dureza, a Rainha foi apoiada pelo novo titular de Cantuária, o cardeal Reginald Pole. Ambos morreram em novembro de 1558, com poucos dias de diferença.
Reginald Pole foi o último Arcebispo de Cantuária em comunhão com a Santa Sé. A nova rainha, Isabel I, nomeou Matthew Parker para a sede do primaz inglês em 1559, com quem começou a série, ininterrupta até hoje, de arcebispos anglicanos.

## Arcebispos
- Agostinho (597 - 26 de maio de 604/605);[6]
- Reginald Pole (11 de dezembro de 1555 - 19 de novembro de 1558).[6][7][nt 4]